# Dimczo Belakow
Dimczo Belakow (bułg. Димчо Беляков, ur. 26 października 1971 w Goce Dełczewie) – piłkarz bułgarski grający na pozycji napastnika. W swojej karierze rozegrał 2 mecze w reprezentacji Bułgarii.

## Kariera klubowa
Swoją karierę piłkarską Belakow rozpoczął w klubie Pirin Goce Dełczew. W sezonie 1990/1991 zadebiutował w nim w drugiej lidze bułgarskiej. W 1991 roku przeszedł do pierwszoligowego Pirinu Błagojewgrad. Na początku 1993 roku został zawodnikiem Belasicy Petricz, a w 1994 roku przeszedł do beniaminka pierwszej ligi, Liteksu Łowecz. W sezonach 1997/1998 i 1998/1999 został z Liteksem mistrzem Bułgarii. W tym drugim przypadku został również królem strzelców bułgarskiej ligi. W 1998 roku był wypożyczony z Liteksu do Gaziantepsporu.
Latem 1999 roku Belakow odszedł z Liteksu do niemieckiego drugoligowca, 1. FC Nürnberg. Po dwóch sezonach gry w nim trafił do Rot-Weiß Oberhausen. Na początku 2004 roku wrócił z Niemie do Bułgarii, do Liteksu Łowecz. W sezonie 2003/2004 wywalczył swoje trzecie w karierze mistrzostwo Bułgarii, a w 2005 roku zakończył karierę piłkarską.
| Sezon   | Klub                | Kraj     | Rozgrywki     | Mecze | Bramki |
| ------- | ------------------- | -------- | ------------- | ----- | ------ |
| 1990/91 | Pirin Goce Dełczew  | Bułgaria | B PFG         | 12    | 2      |
| 1991/92 | Pirin Błagojewgrad  | Bułgaria | A PFG         | 17    | 3      |
| 1992/93 | Pirin Błagojewgrad  | Bułgaria | A PFG         | 9     | 0      |
| 1992/93 | Belasica Petricz    | Bułgaria | B PFG         | 19    | 7      |
| 1993/94 | Belasica Petricz    | Bułgaria | B PFG         | 24    | 9      |
| 1994/95 | Liteks Łowecz       | Bułgaria | A PFG         | 27    | 9      |
| 1995/96 | Liteks Łowecz       | Bułgaria | A PFG         | 28    | 11     |
| 1996/97 | Liteks Łowecz       | Bułgaria | A PFG         | 29    | 23     |
| 1997/98 | Liteks Łowecz       | Bułgaria | A PFG         | 14    | 5      |
| 1997/98 | Gaziantepspor       | Turcja   | Süper Lig     | 16    | 4      |
| 1998/99 | Liteks Łowecz       | Bułgaria | A PFG         | 25    | 21     |
| 1999/00 | 1. FC Nürnberg      | Niemcy   | 2. Bundesliga | 30    | 14     |
| 2000/01 | 1. FC Nürnberg      | Niemcy   | 2. Bundesliga | 17    | 4      |
| 2001/02 | Rot-Weiß Oberhausen | Niemcy   | 2. Bundesliga | 23    | 7      |
| 2002/03 | Rot-Weiß Oberhausen | Niemcy   | 2. Bundesliga | 32    | 11     |
| 2003/04 | Rot-Weiß Oberhausen | Niemcy   | 2. Bundesliga | 9     | 0      |
| 2003/04 | Liteks Łowecz       | Bułgaria | A PFG         | 13    | 4      |
| 2004/05 | Liteks Łowecz       | Bułgaria | A PFG         | 15    | 4      |

## Kariera reprezentacyjna
W reprezentacji Bułgarii Belakow zadebiutował 11 marca 1997 roku w przegranym 0:1 towarzyskim meczu ze Słowacją, rozegranym w Sofii. Od 1997 do 1998 roku rozegrał w kadrze narodowej 2 mecze.